# 瑙莱坞
（英語：Nollywood），又译作奈莱坞、罗里活、诺莱坞、尼莱坞，用来称呼尼日利亚电影产业，类似于美国的好莱坞和印度的宝莱坞，这个词的使用源自2002年《纽约时报》派駐記者大西哲光的一篇文章。奈及利亞電影產量為世界第二大，僅次於印度寶萊塢。

## 分支

### 尼日利亚电影业
尼日利亚的制片业按照不同地区进行划分，也有少数按照民族和宗教划分。这样形成的各具特色的电影业，都寻求表达不同文化和民族的诉求。但是于此同时，也存在一个以英语为主的电影业，可以融合大多数地区文化的电影产业。
以豪萨语为主的电影业，也被称作“卡莱坞”（Kannywood）。杂志记者苏努西·谢胡在1999年发明了“卡莱坞”一词，随之在电影界慢慢被大家广为使用。它是瑙莱坞的一个分支，主要分布在卡诺地区。卡莱坞慢慢从 20世纪的卡杜纳无线电电视和电台产品发展而来，形成了尼日利亚北部最大的电影制造业。一些像巴瓦（Dalhatu Bawa ）和耶罗（Kasimu Yero）一样拥有丰富制作经验的人开拓了这里的电视剧产业，并且广受北方观众的欢迎。20世纪90年代见证了尼日利亚北部电影业的飞速发展，电影制片商急切地希望能吸引青睐宝莱坞影片的豪萨观众。而卡莱坞正是这种融合了印度和豪萨文化的电影合成物，并逐渐在尼日利亚北部逐渐流行起来。人们通常认为产生于1990年的一部名为《画作》（《Turmin Danya》 ）的电影是第一部卡莱坞在商业上获得成功的片子。它的模式很快被后来的一些电影争相效仿。截至到2012年，有超过2000家电影公司在卡诺电影协会登记注册。

## 瑙莱坞的20周年风波
在2012年，瑙莱坞宣布要庆祝其诞生20周年。这一年标志着以录影带首映的电影《活在束缚中》（Living in Bondage）发布20周年，它的诞生标志着电视电影业时代的到来。瑙莱坞最终于2013年6月进行了庆祝。
但是这一庆祝活动随后被指是一小部分业界代表的决定，并不被全体一致同意。活动由电视影片制作人组成的“制片人协会（AMP）”主办。从2012年宣布伊始到2013年最终进行，这个活动引来了很多业界人士的争议。这些人认为瑙莱坞的历史远长于20年。因为“瑙莱坞”一直被用于形容尼日利亚的整个电影业，业界一直对以《活在束缚中》的发布为起始庆祝瑙莱坞诞生20周年争论不断。他们认为这部电影实际上既不是首个尼日利亚电视电影，也不是首个获得“成功”的尼日利亚电视电影，更不是首部尼日利亚电影。
这一富有争议的庆祝活动同时也引出了一篇报道。根据这篇报道，尼日利亚的另一个电影业分支“尼日利亚电影艺术实践者协会（ANTP）”正在计划对瑙莱坞重新命名，以囊括整个尼日利亚的电影历史。虽然在支持者看来，这个活动真正庆祝的是瑙莱坞这个品牌，而不是尼日利亚电影业诞生20年，但是反对的声音认为“瑙莱坞”一词在21世纪初才出现，所以需要进一步解释瑙莱坞作为一个品牌是怎样追溯到1992年的，为什么不追溯到第一部尼日利亚电影诞生的那一年。